# Bembecia pavicevici
Bembecia pavicevici is een vlinder uit de familie wespvlinders (Sesiidae), onderfamilie Sesiinae.
Bembecia pavicevici is voor het eerst wetenschappelijk beschreven door Toševski in 1989. De soort komt voor in het Palearctisch gebied.